# Visszahódítás
A Reconquête (IPA:'ʁə.kɔ̃.kɛt'), vagy Reconquête! (R!) egy nacionalista párt Franciaországban, amelyet 2021 végén hoztak létre. Alapítója és vezetője Éric Zemmour, aki a párt jelöltje volt a 2022-es francia elnökválasztáson, amelyen valamivel több mint 7 százalékponttal a negyedik helyen végzett.

## A párt céljai
A párt céljai közé tartozik a  francia gazdaság belső megerősítése. Emellett a párt ellenzi a tömeges bevándorlást, javítani kívánja a közoktatás minőségét, ezt a főiskolai rendszer felülvizsgálatával. Továbbá csökkentenék a szegényebb franciák által befizetett adót. Az alapító gyűlésen Zemmour megígérte, hogy "majdnem nullára csökkenti a bevándorlást", kitoloncolja az illegális bevándorlókat, valamint Franciaországot kivonja a NATO integrált parancsnoksága alól.
Gazdaságpolitikai szempontból a Reconquête egy "hazaiság-pontszám" (franciául: Patrie-score) megvalósítására törekszik, amely egyértelműen jelezné a fogyasztó számára, hogy egy termék francia-e vagy sem.
A párt nem szeretne teljesen szakítani az Európai Unióval, csupán nagyobb döntéshozatali autonómiát kívánna Franciaországnak például migrációs kérdésekben.

## Fordítás
Ez a szócikk részben vagy egészben  a   Reconquête című angol Wikipédia-szócikk ezen változatának fordításán alapul.  Az eredeti cikk szerkesztőit annak laptörténete sorolja fel. Ez a jelzés csupán a megfogalmazás eredetét és a szerzői jogokat jelzi, nem szolgál a cikkben szereplő információk forrásmegjelöléseként.